# 沈義謙
沈 義謙（しん ぎけん、シム・ウィギョム、朝鮮語:심의겸、1535年-1587年）は、韓国李氏朝鮮中期の文臣、政治家、性理学者である。本貫は青松沈氏。西人党の初代党首であった。金孝元との対立から、士林派の東西分党を誘発した。字は方叔、号は巽菴・艮菴・黄斎。李滉・閔箕の門人。13代国王 明宗の王妃仁順王后は姉にあたる。また、20代国王景宗の最初の妃 端懿王后、23代国王純祖の妃純元王后、26代国王高宗の妃明成皇后の祖先にあたる。